# دراگنوتسی (استان گابرووو)
دراگنوتسی (به بلغاری: Dragnevtsi) یک منطقهٔ مسکونی در بلغارستان است که در تریاونا واقع شده‌است.